# Molly Johnson
Molly Majbritt Emilia Johnson, född den 24 januari 1931 i Hofors, död den 29 november 2016 i Stockholm, var en svensk författare.

## Biografi
Molly Johnson växte upp i en arbetarfamilj i Hofors i Gästrikland. Hon debuterade som romanförfattare redan som 24-åring med Pansarkryssaren. Därefter dröjde det nästan 30 år tills nästa roman, Morbror Anders, publicerades. Den belönades med Tidningen Vi:s litteraturpris 1984. 
Johnson har också skrivit flera så kallade LL-böcker (lättlästa böcker) och bearbetat klassiska verk till lättläst. Hon arbetade även som journalist och skrev sagor och noveller för pressen.
Hon var mor till tre barn, ett av dem är Tilda Maria Forselius.

### Bearbetningar
- Martinson, Moa (1979). Berättelser ur Moa Martinsons Mor gifter sig. Del 1-4 / återgivna av Molly Johnson ; ill. av Thelma Aulio-Paananen. Lättläst för vuxna. Stockholm: Askild & Kärnekull. Libris 190924
- Topelius, Zacharias (1990). Havets gåva / bilder av Thelma Paananen ; texten bearbetad av Molly Johnson. Lättläst, 99-0109264-7. Stockholm: Rabén & Sjögren. Libris 8349370. ISBN 91-29-61528-3
- Cervantes Saavedra, Miguel de (1992). Den galne riddaren : en berättelse om Don Quijote : [i lättläst bearbetning] / bearbetad av Molly Johnson ; bilder av Jordi Arkö. Lättläst, 99-0109264-7. Stockholm: Hammarström & Åberg/Tiden. Libris 7421866. ISBN 91-550-3860-3

## Priser och utmärkelser
- 1954 – Boklotteriets stipendiat
- 1984 – Tidningen Vi:s litteraturpris